# 스카이 버거
《스카이 버거》(Sky Burger)는 님블빗이 iOS와 안드로이드 장치 용으로 개발한 전략 비디오 게임으로 2009년에 출시되었다.

## 게임플레이

《스카이 버거》 게임플레이

《스카이 버거》는 위에 주어진 재료와 개수만큼 쌓아서 햄버거를 완성시키는 게임이다. 양념, 치즈, 양상추, 피클, 양파, 토마토 등의 재료가 하늘에서 떨어지며 플레이어는 화면을 좌우로 기울여서 잡아야한다. 재료가 하나라도 쌓아지면 팁과 돈을 얻게되는데 더 많은 재료를 쌓으면 계속 늘어난다.
햄버거 재료들은 무작위로 떨어지며, 플레이어가 떨어지는 햄버거 빵을 피하는 한 제한없이 재료를 쌓을 수 있다. 단계가 높아질수록 난이도는 더 어려워지고 재료와 햄버거 빵이 더 빨리 떨어진다. 그리고 새로운 재료도 나온다.
아예 다른 재료를 쌓거나 주어진 재료의 개수보다 더 많이 쌓아도 실패하지는 않지만(대신 모아둔 팁이 1% 감소.) 필요한 모든 재료를 모으지 않는 상태에서 햄버거 빵을 쌓아버리면 게임오버된다.

## 평가
앱스토어의 사용자가 별 4/5점을 평가했으며, 안드로이드 스토어에서는 사용자가 별 4.2/5점을 평가했다.